# راي ستريتشي
راي ستريتشي (بالإنجليزية: Ray Strachey)‏ (4 يونيو 1887، وستمنستر في المملكة المتحدة - 16 يوليو 1940، لندن في المملكة المتحدة)؛ مهندسة، سياسية، كاتِبة، سفرجات وروائية بريطانية. درست في كلية برين ماور.